# Самотёсова, Людмила Ивановна
Людми́ла Ива́новна Самотёсова (Игна́тьева, род. 26 октября 1939, Ленинград) — советская легкоатлетка. Заслуженный мастер спорта СССР (1970).

## Биография
С 16 лет стала заниматься лёгкой атлетикой. Самотёсова была универсальным спринтером. В течение почти 12 лет Людмила являлась многократной чемпионкой и рекордсменкой СССР, Европы и мира на беговых дистанциях. Участвовала в трех олимпиадах — в Риме, Токио и Мехико. Но лишь на своей последней Олимпиаде в Мехико в 1968 году она смогла заработать бронзовую медаль в эстафете 4×100 метров. Людмила готовилась и к 4-й Олимпиаде, но предпочтение отдали молодым и не более сильным спортсменкам.

## Награды
Самотёсовой присвоено звание почетного гражданина Брянской области.

## Результаты

### Соревнования
предварительные забеги
| 1968 | Олимпийские игры | Мехико |                       |            |       |                        |  |
| 1968 | Олимпийские игры | Мехико | 100 м                 | 14 октября | 11,5  | 3 Q (забег 3)          |  |
| 1968 | Олимпийские игры | Мехико | 100 м                 | 14 октября | 11,4  | 4 NQ (четвертьфинал 4) |  |
| 1968 | Олимпийские игры | Мехико | 200 м                 | 17 октября | 23,1  | 1 Q (забег 1)          |  |
| 1968 | Олимпийские игры | Мехико | 200 м                 | 17 октября | 23,52 | 5 NQ (полуфинал 1)     |  |
| 1968 | Олимпийские игры | Мехико | эстафета 4×100 метров | 19 октября | 43,6  | 2 Q (забег 2)          |  |
| 1968 | Олимпийские игры | Мехико | эстафета 4×100 метров | 20 октября | 43,41 | III                    |  |

| Год  | Соревнование | Город   | Дистанция      | Дата          | Результат | Место | Видео/Фото/ Кинограмма |
| ---- | ------------ | ------- | -------------- | ------------- | --------- | ----- | ---------------------- |
| 1969 | Кубок        | Нальчик | 100 метров     | 10—12 октября | 11,6      | 2     |                        |
| 1969 | Кубок        | Нальчик | 200 метров     | 10—12 октября | 23,4      | 1     |                        |
| 1969 | Кубок        | Нальчик | 4 × 100 метров | 10—12 октября | 47,1      | 1     |                        |

### Комментарии
1. 1 2  Состав команды СССР: Галина Бухарина; Людмила Самотёсова; Вера Попкова; Людмила Жаркова
2. ↑  Состав команды СССР: Вера Попкова; Валентина Большова; Людмила Самотёсова; Ренате Лаце
3. ↑  Состав команды СССР: Людмила Жаркова; Галина Бухарина; Вера Попкова; Людмила Самотёсова